# Mycerobas
Genre
Le genre Mycerobas regroupe quatre espèces d'oiseaux connus sous le nom de gros-becs appartenant à la famille des Fringillidae.

## Liste des espèces
D'après la classification de référence (version 2.2, 2009) du Congrès ornithologique international (ordre phylogénique) :
- Mycerobas icterioides – Gros-bec noir et jaune
- Mycerobas affinis – Gros-bec voisin
- Mycerobas melanozanthos – Gros-bec à ailes tachetées
- Mycerobas carnipes – Gros-bec à ailes blanches